# 雅尔丁-迪皮拉尼亚斯
雅尔丁-迪皮拉尼亚斯是巴西北大河州的一个市镇。总面积330.533平方公里，总人口13500人，人口密度40.8人/平方公里。